# Веселівка (Євпаторійський район)
Весе́лівка (до 1948 року — Ота́р; крим. Otar) — село Євпаторійського району Автономної Республіки Крим.
Відстань від райцентру до населеного пункта становить 24 кілометрів по прямій.

## Уродженці
- Ханін Андрій Павлович (1988—2022) — сержант Збройних Сил України, учасник російсько-української війни, Герой України (посмертно).